# Субталамічне ядро
Субталамічне ядро - невелике, лінзоподібне за обрисами, утворення в головному мозку. Належить до базальних гангліїв, основної частини екстрапірамідної системи. Як видно з назви, субталамічне ядро розташоване вентрально до таламусу. Відносно чорної субстанції воно розташовується дорсальніше, і щодо внутрішньої капсули — медіальніше. Вперше описане Жюль Бернар Люіс (Jules Bernard Luys) в 1865 році , а термін corpus Luysi або Люісове тіло все ще іноді використовується.

## Анатомія

### Будова
Основні нейрони, що знаходяться в субталамічному ядрі мають довгі шипуваті дендрити. Дендритні гілкоподібні розгалуження частіше еліпсоїдні за формою. Розміри цих розгалужень (1200,600 і 300 мкм) схожі у багатьох видів, включаючи щурів, кішок, мавп і людини — як це не дивно. Однак, кількість нейронів збільшується з розміром мозку, разом зовнішніми розмірами ядра. Основні його нейрони — глутамінергічні, завдяки цьому, вони обіймають конкретну функціональну позицію в системі базальних гангліїв. Існує також невелика кількість (близько 7,5 %) з ГАМК-ергічних інтернейронів, які беруть участь у локальних зв'язках.

### Аферентні аксони
Субталамічне ядро отримує основні вхідні імпульси від блідої кулі, частково через сочевицеподібну петлю але переважно через радіальні волокна, які перетинають спочатку медіальну частину блідої кулі (як на малюнку) і внутрішньої капсули. Ці аферентні волокна ГАМК-ергічні, гальмівні для нейронів субталамічного ядра. Збудливі, глутамінергічні вхідні імпульси надходять з кори головного мозку (особливо моторної кори), і від pars parafascicularis з центрального комплексу. Субталамічне ядро також отримує нейромодулюючі імпульси дофамінергічних аксонів від компактної частини чорної субстанції (лат. pars compacta substantiae nigrae).

### Латеропалідо-гіпоталамічна система
Аксони нейронів субталамічного ядра покидають ядро з дорзального боку. Ці еферентні аксони глутамінергічні (збуджуючі). Окрім зв'язків зі стріатумом, більшість субталамічних основних нейронів є багатоцільовими й мають множинні зв'язки з іншими елементами основних базальних гангліїв. Деякі з них посилають аксони до чорної субстанції медіально та до медіального і латеральної ядер блідої кулі латерально («трьохцільові», 21.3 %). Деякі з них «двохцільові» пов'язані з бічними сегментами блідої кулі і чорної субстанції (2.7 %) або латеральною й медіальною блідою кулею (48 %). Меншість нейронов «одноцільові» й пов'язані з латеральною частиною блідої кулі.. В результаті, в 82.7 % випадків, аферентація субталамічного ядра — з медіального сегмента блідої кулі.

## Фізіологія

Анатомічний огляд головних зв'язків базальних гангліїв (substantia nigra виділена чорним) Другий малюнок показує 2 корональних зрізи, накладені один на другий аби включити задіяні базальні ганглії. Знаки + та — в верхівці стрілки показують відповідно збуджуючу та гальмівну дію даного шляху. Зелені стрілки позначають збуджуючі глутамінергічні шляхи, червоні стрілки позначають гальмівні ГАМК-ергічні шляхи і бірюзові стрілки позначають дофамінергічні, які є збуджуючими в прямих, і гальмівними в непрямих шляхах.

### Субталамічнне ядро
Перші внутрішньоклітинні дослідження електричної активності субталамічних нейронів проводили за допомогою тонких електродів у в препараті зрізу мозку щура. На ґрунті ціх записів були зроблені три ключових дослідження, які домінували в наступних доповідях про біоелектричні властивості субталамічного ядра.
Кілька недавніх досліджень були зосереджені на автономних пейсмейкерних властивостях субталамічних нейронів, яких часто називають «швидкоспайковими пейсмейкерами» (водіями ритму), , оскільки вони можуть генерувати спонтанні потенціали дії на швидкостях від 80 до 90 Гц у приматів.
Коливальна й синхронна активність, яка є, найімовірніше типовим зразком біоелектричної активності нейронів субталамічного ядра, записана у пацієнтів і тваринних моделей з меншою кількістю дофамінергічних клітин у pars compacta чорної речовини, є основою патологічних змін, які лежать в основі хвороби Паркінсона.

### Латеропалідарно-субталамічна система
Міцні двосторонні зв'язки поєднують субталамічне ядро й зовнішній сегмент блідої кулі, які й є по суті «швидкоспайковими пейсмейкерами». Разом, вони, як вважають, утворюють «центральний ритмоводій» базальних гангліїв", з синхронними серійними розрядами потенціалів дії.
Деякі аксони з латерального сегмента блідої кулі йдуть в смугасте тіло. Активність медіальної блідої кулі знаходиться під впливом аферентних волокон від  латерального сегмента блідої кулі і субталамічного ядра. Як і у випадку з ретикулярною часткою чорної речовини. Субталамічне ядро посилає аксони до іншого регулятора — педункуло-понтінного комплексу.
Вважається͵ що латеропалідарно-субталамічна система відіграє ключову роль у генерації патернів активності, помічених при хворобі Паркінсона.

## Патофізіологія
Хронічна стимуляція субталамічних ядер, так звана глибока стимуляція мозку (англ. deep brain stimulation (DBS)), використовується для лікування пацієнтів з хворобою Паркінсона. Першими повинні стимулюватися термінальні розгалуження аферентних аксонів, які модерують активність таламічних нейронів. Однак, як було показано в таламічних зрізах  мишей, , стимул викликає також вивільнення Аденозину Трифосфату (АТФ), попередника аденозину (через катаболічний процес) сусідніми астроцитами. У свою чергу, активація ``аденозинових А1`` рецепторів пригнічує активацію нервової передачі в таламусі, імітуючи зникнення або пошкодження субталамічного ядра.
Одностороннє знищення або порушення субталамічного ядра, що може звичайно відбуватися через невеликий судинний інсульт у пацієнтів з діабетом, гіпертонією, або тривалим палінням — викликає гемібалізм.
Одна з непідтверджених функцій субталамічного ядра — контроль імпульсів, порушення котрого веде до Обсесивно–компульсивного розладу. Штучна стимулюючи субталамічного ядра дає обнадійливі результати щодо корекції тяжких  імпульсивних розладів поведінки й надалі може бути використана як альтернативне лікування для цього стану.

## Функція
Функція субталамічного ядра ще достеменно невідома, але сучасні теорії бачать його як компонент базальних гангліїв. Його дисфункція веде до збільшення імпульсивності поведінки.
Дослідження показали, що субталамічне ядро — екстрапірамідний центр. Він тримає на контролі м'язові рефлекси, і його пошкодження можуть призвести до гемібалізму (від грец. ballismos — підскакування) — насильницьких розмашистих рухів руки і ноги на одній стороні тіла.

## Додаткові зображення

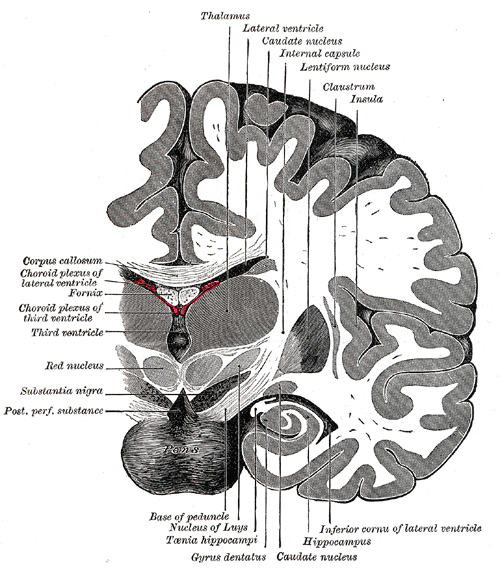
Корональний розріз головного мозку одразу навпроти  мосту Субталамічне ядро позначене як "Nucleus of Luys" (ядро Люїса).
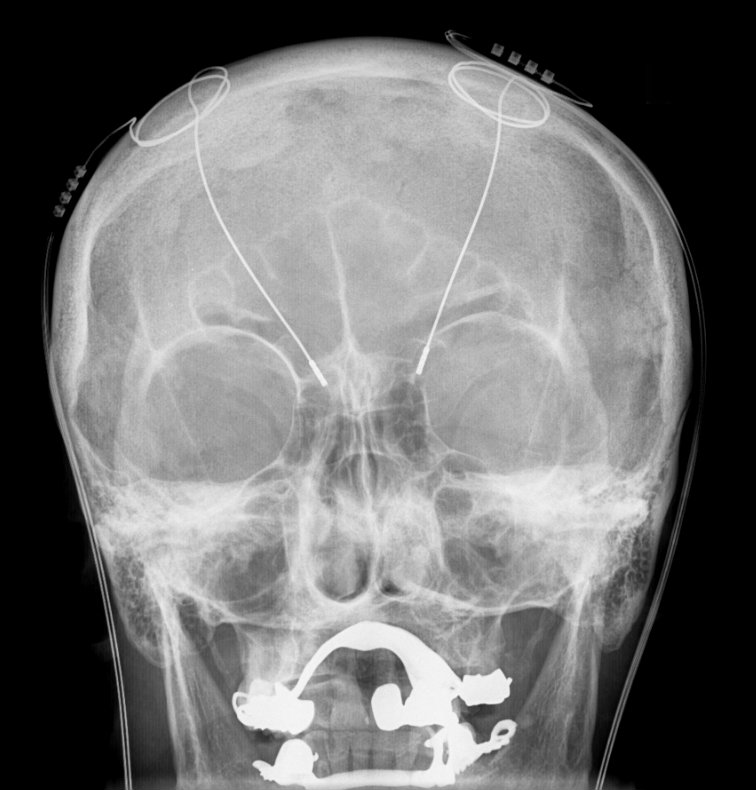
Глибока стимуляція мозку - Deep brain stimulation (DBS) з установленням "мозкового водія ритму". На рентгенограмі видні встановлені електроди